# Linea M1 (metropolitana di Milano)
La linea M1 è una linea della metropolitana di Milano che collega la città da nord-est, con capolinea a Sesto 1º Maggio FS (nel comune di Sesto San Giovanni) ad ovest, dividendosi poi in due diramazioni, una verso nord-ovest, con capolinea a Rho Fieramilano (nel comune di Rho) e un'altra verso sud-ovest, con capolinea a Bisceglie (nel comune di Milano).
La linea M1 è anche chiamata linea rossa per via del colore con cui è disegnata nelle mappe. Il rosso è anche il colore principale utilizzato nella decorazione delle stazioni e dei treni.
Incrocia la linea M2 nelle stazioni di Loreto e Cadorna FN, la linea M3 nella stazione Duomo, la linea M4 nella stazione San Babila e la linea M5 nella stazione di Lotto. È l'unica linea della metropolitana di Milano a possedere una stazione di interscambio con un'altra linea situata su una diramazione (la stazione di Lotto, comune a M1 e M5, si trova sul ramo per Rho Fieramilano della M1), nonché l'unica, insieme alla M2, che incrocia una stessa altra linea in più di una stazione (Loreto e Cadorna FN, comuni a M1 e M2). 
L'allestimento originale delle stazioni inaugurate nel 1964 è stato realizzato dall'architetto italiano Franco Albini, la parte grafica è invece stata realizzata da Bob Noorda; quest'opera, famosa a livello internazionale, è stata ripresa da moltissime altre metropolitane di tutto il mondo ed è diventata simbolo della metropolitana di Milano. L'opera di comunicazione visiva è stata premiata nel 1964 con il premio Compasso d'oro.

## Storia

### La prima tratta, da Sesto Marelli a Lotto

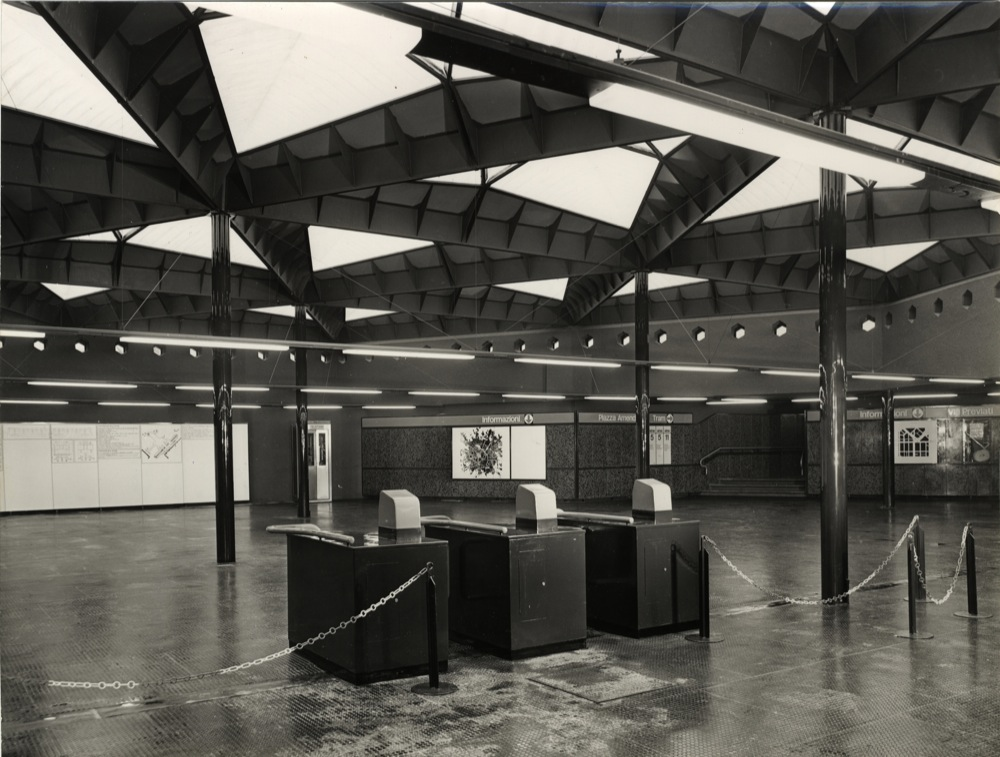
Il mezzanino della stazione di Fiera (poi Amendola) nei primi anni sessanta

La linea 1, caratterizzata dal colore rosso, fu la prima linea di metropolitana ad essere costruita nel capoluogo lombardo e la seconda linea di metropolitana italiana in assoluto dopo quella che oggi è la linea B della metropolitana di Roma.
I lavori iniziarono nel 1957, finanziati direttamente dal Comune di Milano e da un prestito dei cittadini.
La costruzione del primo tratto è avvenuta con l'utilizzo di un metodo che prevedeva lo scavo in trincea e la totale scopertura della fossa, seguita dalla costruzione del tunnel a sezione rettangolare e quindi dalla copertura con travi in cemento armato. Questo sistema, innovativo per l'epoca, è stato successivamente utilizzato in diverse parti del mondo e ha ricevuto il soprannome di "metodo Milano".
L'utilizzo di questo metodo ha avuto come principale svantaggio di comportare un pesante sconvolgimento di tutte le vie attraversate, che rimasero inagibili al traffico: per questo motivo è stato in seguito soppiantato, anche su questa stessa linea, con il metodo che realizza lo scavo sottoterra tramite macchinari appositi chiamati talpe.
La prima tratta, da Sesto Marelli a Lotto, fu attivata il 1º novembre 1964; la tratta era lunga 11,8 km e comprendeva 21 stazioni. All'inaugurazione presenziarono i ministri Carlo Arnaudi (Ministro della ricerca), Carlo Russo (Ministro delle Poste), Giovanni Spagnolli (Ministro della Marina mercantile) e Roberto Tremelloni; il discorso di rito venne tenuto dall'allora sindaco di Milano, il socialdemocratico Pietro Bucalossi, alla stazione capolinea di Lotto.

Piazzale Luigi Cadorna a Milano durante i lavori per la realizzazione della linea 1 della metropolitana (1960)

Nel 1964 il biglietto per una corsa costava 100 lire, indipendentemente dalla lunghezza della tratta, non era utilizzabile anche sui mezzi di superficie ed era costituito da una striscia di cartoncino con un'estremità stampata con inchiostro metallizzato, che veniva tranciata da un'apposita obliteratrice magneto-sensibile.
Inizialmente si prevedeva di costruire le stazioni immediatamente sotto la superficie stradale, senza mezzanini; in una fase progettuale successiva si decise di dotarle di mezzanini, per consentire l'attraversamento sotterraneo delle strade, il controllo con tornelli e la disposizione di spazi commerciali.
Nella realizzazione definitiva, le stazioni ricevettero tutte una struttura analoga: due binari serviti da due banchine laterali, e un mezzanino superiore che conteneva i tornelli d'accesso e il gabbiotto dell'agente di stazione. Alcune stazioni avevano mezzanini più ampi, in previsione degli interscambi con le future linee 2 (a Cadorna e Loreto), 3 (a Duomo) e 4 (mai realizzata, a Porta Venezia).

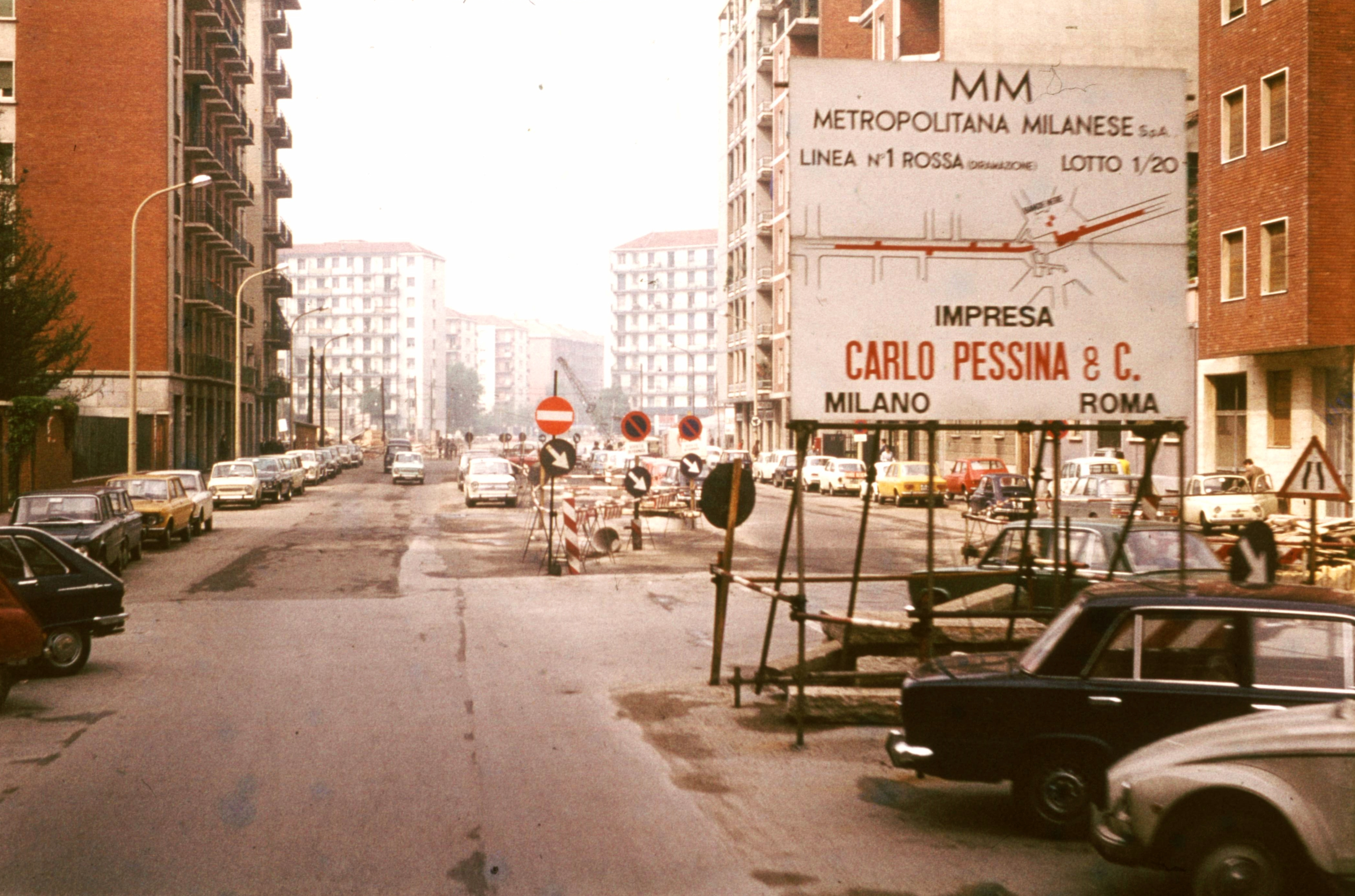
Costruzione della linea nel 1972 (Archivio FORTEPAN).

Le banchine erano lunghe 100 metri, con circolazione a due o tre vetture. La successiva introduzione dell'arresto elettronico di precisione a "punto meta" e l'allungamento delle banchine consentì l'utilizzo di due unità di trazione da 3 vetture unificate, per un totale di 6 vetture.
Il progetto di arredo delle stazioni venne affidato, quando l'opera era già realizzata al rustico, agli architetti Franco Albini e Franca Helg. I progettisti puntarono molto sull'innovazione dei materiali (pannelli in Silipol alle pareti), sulla semplicità del disegno e sulla massima funzionalità. La grafica fu affidata all'architetto e designer olandese Bob Noorda, da tempo operante a Milano. La collaborazione tra i tre architetti e la società MM continuò ancora per molti anni, comprendendo anche la progettazione della linea 2 e varie consulenze per la realizzazione dei prolungamenti.
Il deposito vetture era sito presso la stazione Sesto Marelli e comprendeva una rimessa, un'officina e un anello di prova.
La linea fu elettrificata alla tensione di 750 V cc, scegliendo il sistema a terza rotaia anziché quello a linea aerea di contatto per consentire una diminuzione dell'altezza delle gallerie e un conseguente risparmio sui costi di costruzione; l'umidità del terreno rese tuttavia necessaria l'installazione di una quarta rotaia per abbattere le correnti vaganti, sistema già in uso sulla metropolitana di Londra.
Il materiale risultante in eccesso dagli scavi fu utilizzato per la realizzazione di una collinetta artificiale al Parco Lambro di Milano, dell'altezza di circa 35 metri, immediatamente a ridosso di una cava dismessa adiacente a Via Feltre, quindi rivestita di terreno fertile, piantumata e dotata di percorsi.
La collinetta, ultimata nel 1962 circa, era originariamente destinata a rivestimento artificiale per pratica sciistica, progetto che tuttavia non fu mai realizzato. Rimane di quel proposito solamente un minimo muretto per il "Salto" sul versante sud-ovest.

### La diramazione Pagano-Gambara

Scavi in piazza De Angeli per la realizzazione della linea 1 della Metropolitana di Milano

Ancora prima dell'attivazione della prima tratta, iniziarono i lavori di costruzione di una diramazione di 2 km di lunghezza, dalla stazione di Pagano a quella di Gambara, con due stazioni intermedie.
La diramazione venne attivata fino a Gambara il 2 aprile 1966 e risultò lunga 1,5 km, con le stazioni intermedie di Wagner e De Angeli.

### Il prolungamento Lotto-QT8
Il prolungamento da Lotto a QT8, lungo 1.097 metri e senza stazioni intermedie, entrò in esercizio l'8 novembre 1975.

### Il prolungamento Gambara-Inganni
Il prolungamento da Gambara a Inganni, lungo 1.931 metri e comprendente le stazioni intermedie di Bande Nere e Primaticcio, entrò in esercizio l'8 novembre 1975.

### Il prolungamento QT8-San Leonardo (exGallaratese 2)
Il prolungamento da QT8 al quartiere Gallaratese venne approvato dal Consiglio Comunale con delibera del 3 giugno 1974. Il nuovo tronco, interamente sotterraneo, comprendeva le stazioni di Lampugnano, Gallaratese 1, Olona e Gallaratese 2; successivamente le ultime tre vennero ribattezzate Uruguay, Bonola e San Leonardo.
La nuova tratta, di 3,3 km di lunghezza, venne aperta all'esercizio il 12 aprile 1980. Presso la stazione di Lampugnano venne anche realizzato un parcheggio di interscambio con 1.650 posti macchina.

### L'attentato alla stazione Sesto Marelli
Il 26 aprile 1982 a seguito di un attentato incendiario viene distrutta la stazione di Sesto Marelli, che rimase chiusa per cinque mesi per essere completamente ristrutturata ed essere messa in sicurezza.

### Il prolungamento San Leonardo-Molino Dorino
Il prolungamento da San Leonardo a Molino Dorino, lungo 866 metri, interamente sotterraneo e senza stazioni intermedie, venne attivato il 28 settembre 1986, contemporaneamente al prolungamento da Sesto Marelli a Sesto 1º Maggio FS.

### Il prolungamento Sesto Marelli-Sesto 1º Maggio FS
Il prolungamento da Sesto Marelli a Sesto 1º Maggio FS venne approvato dal consorzio intercomunale il 20 febbraio 1980. Si tratta di un tronco interamente sotterraneo, di 2,270 km di lunghezza, ricadente nel territorio comunale di Sesto San Giovanni e comprendente la stazione intermedia di Sesto Rondò.
La tratta venne attivata il 28 settembre 1986, contemporaneamente al prolungamento da San Leonardo a Molino Dorino.

### Il prolungamento Inganni-Bisceglie
Fu nel Piano dei Trasporti urbani, approvato nel gennaio 1990, che venne previsto il prolungamento della linea M1 da Inganni a Bisceglie, senza stazioni intermedie. Bisceglie venne inaugurata il 21 marzo 1992 e divenne capolinea della diramazione sud-occidentale, ruolo che ha tuttora, aggiungendo alla linea rossa 0,7 km.

### Il prolungamento Molino Dorino-Rho Fieramilano
Il prolungamento da Molino Dorino a Rho Fieramilano fu progettato e costruito per servire il nuovo polo fieristico di Milano, posto fra i comuni di Rho e Pero.
Venne attivato in via provvisoria, a binario unico, dal 30 marzo al 2 aprile 2005, in occasione delle elezioni regionali. L'apertura definitiva a doppio binario avvenne il successivo 14 settembre.
La stazione intermedia di Pero, inizialmente non completata per anticipare l'apertura, fu attivata il 19 dicembre dello stesso anno.

### Le date delle aperture
- 1º novembre 1964: Sesto Marelli - Lotto
- 2 aprile 1966: Pagano - Gambara (nuova diramazione)
- 18 aprile 1975: Gambara - Inganni[18]
- 8 novembre 1975: Lotto - QT8[18]
- 12 aprile 1980: QT8 - San Leonardo[21]
- 28 settembre 1986: San Leonardo - Molino Dorino e Sesto Marelli - Sesto 1º Maggio FS[18]
- 21 marzo 1992: Inganni - Bisceglie
- 30 marzo 2005: apertura provvisoria Molino Dorino - Rho Fieramilano, fino al 2 aprile[27]
- 14 settembre 2005: Molino Dorino - Rho Fieramilano[27]
- 19 dicembre 2005: aggiunta la fermata di Pero[27]

### Prolungamenti futuri

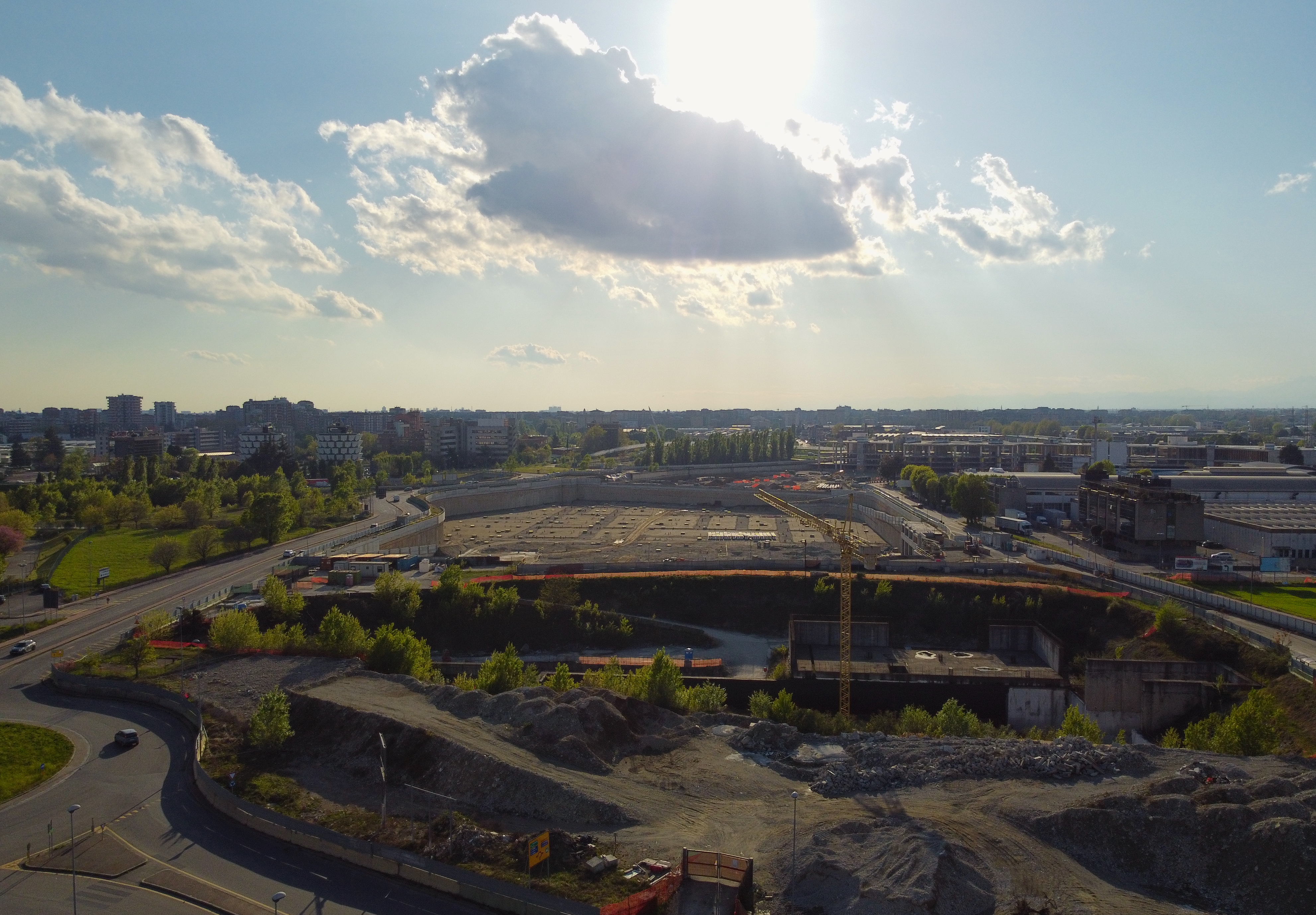
Il futuro capolinea M1 Monza Bettola in costruzione (aprile 2021)

Il prolungamento verso nord da Sesto FS a Monza Bettola prevede un percorso lungo 1,9 km e la realizzazione delle due nuove stazioni di Sesto Restellone e Monza Bettola (presso quest'ultima si attesterà l'interscambio con la linea M5). Con una stima di 15.000 passeggeri l'ora il futuro hub di interconnessione fra M1 ed M5 si prefigurerà quale nodo intermodale tra mezzo pubblico e privato, grazie alle vicinanze delle autostrade e tangenziali A4, A52 (tangenziale Nord) e della superstrada SS 36; è pertanto in edificazione un parcheggio da 2.500 posti presso il capolinea, nelle vicinanze dell'ex centro commerciale Auchan. I cantieri, programmati fin dal 2008, sono stati aperti nell'aprile 2011 e dovrebbero concludersi nel 2027. Il costo complessivo, stimato in 203 milioni di euro (corrisposti per il 60% dallo Stato, 8 milioni dal Comune di Monza, 8 milioni dal Comune di Sesto San Giovanni, 8 milioni dal Comune di Cinisello Balsamo e il rimanente dalla Regione Lombardia) ha subito un aggravio delle spese imputabile agli innumerevoli ritardi connessi alla costruzione dell'opera che doveva essere pronta per Expo 2015.
A marzo 2023 è stato ultimato il cantiere della stazione di Sesto Restellone ma risultano da completare gli impianti e la costruzione della stazione di Monza Bettola, per le quali è stata indetta una nuova gara d'appalto.
Il PGT del Comune di Monza prevedeva entro il 2030 il prolungamento della linea rossa fino alla zona del parco di Monza e dell'ospedale San Gerardo; tale ipotesi è stata poi scartata in favore della possibilità di estendere sino a questa località, in via alternativa, la linea M5.
A dicembre 2018 il comune di Milano ha approvato il piano di fattibilità tecnica ed economica per il prolungamento dal capolinea di Bisceglie al Quartiere Olmi. Il tracciato di 3,3 km prevede tre stazioni: Parri-Valsesia, Baggio e Quartiere Olmi. Nel nuovo capolinea, a ridosso della Tangenziale ovest, sarebbe realizzato anche un parcheggio d'interscambio. L'avvio dei lavori era previsto nel 2021 con apertura al pubblico nel 2027; nel 2024 è stata indetta la gara di appalto per la costruzione del prolungamento i cui cantieri dovrebbero essere avviati nel corso del 2025. Il 5 novembre 2019 il ministro per le infrastrutture Paola De Micheli aveva annunciato lo stanziamento di 210 milioni di euro per il finanziamento dell'opera che si aggiungono ai 140 milioni a carico del comune di Milano e della regione Lombardia.
Il 23 giugno 2025 la gara d'appalto fu aggiudicata alla Società Cooperativa e GHELLA S.p.A.

## Caratteristiche tecniche
| Unknown route-map component "uextKBHFa" |

| Unused urban tunnel stop on track |

| Unknown route-map component "utKACCxa" |

| Urban tunnel stop on track |

| Unknown route-map component "utHSTACC" |

|  |  | Unknown route-map component "utABZgl+l" | Unknown route-map component "utSTReq" | Unknown route-map component "uKDSTeq" |

| Urban tunnel station on track |

| Unknown route-map component "utHSTACC" |

| Unknown route-map component "utHSTACC" |

| Urban tunnel stop on track |

| Unknown route-map component "utHSTACC" |

| Urban tunnel station on track |

| Unknown route-map component "utCONTgq" | Unknown route-map component "utABZgr" |  |

| Unknown route-map component "utINTACC" |

| Urban tunnel stop on track |

| Unknown route-map component "utINTACC" |

| Unknown route-map component "utHSTACC" |

| Unknown route-map component "utINTACC" |

| Unknown route-map component "utINTACC" |

| Unknown route-map component "utHSTACC" |

| Unknown route-map component "utHSTACC" |

| Unknown route-map component "utINTACC" |

| Urban tunnel stop on track |

| Unknown route-map component "utHSTACC" |

| Unknown route-map component "utSTR+l" | Unknown route-map component "utABZlr" | Unknown route-map component "utSTR+r" |

| Urban tunnel straight track |  | Urban tunnel stop on track |

| Urban tunnel straight track |  | Urban tunnel stop on track |

| Urban tunnel straight track |  | Unknown route-map component "utHSTACC" |

| Urban tunnel straight track |  | Unknown route-map component "utHSTACC" |

| Urban tunnel straight track |  | Urban tunnel stop on track |

| Urban tunnel straight track |  | Urban tunnel stop on track |

| Urban tunnel straight track |  | Unknown route-map component "utKACCe" |

| Urban tunnel stop on track |

| Unknown route-map component "utHSTACC" |

| Unknown route-map component "utINTACC" |

| Urban tunnel stop on track |

| Unknown route-map component "utHSTACC" |

| Urban tunnel stop on track |

| Unknown route-map component "utHSTACC" |

| Unknown route-map component "utHSTACC" |

| Unknown route-map component "utHSTACC" |

| Unknown route-map component "utHSTACC" |

| Unknown route-map component "utKACCe" |

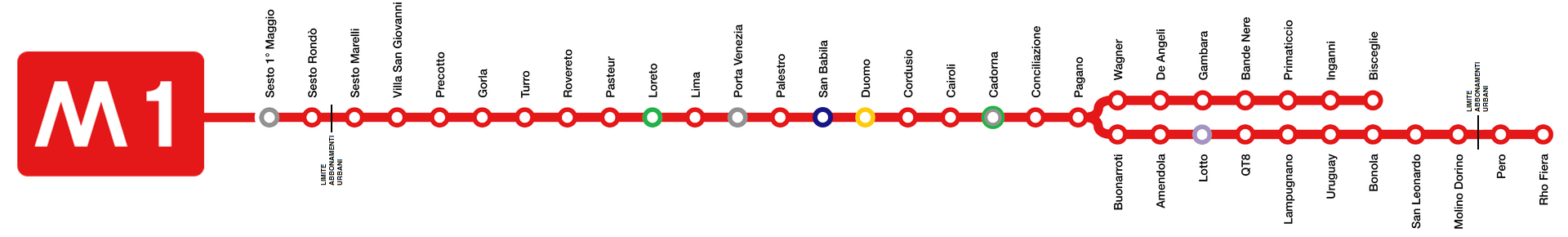

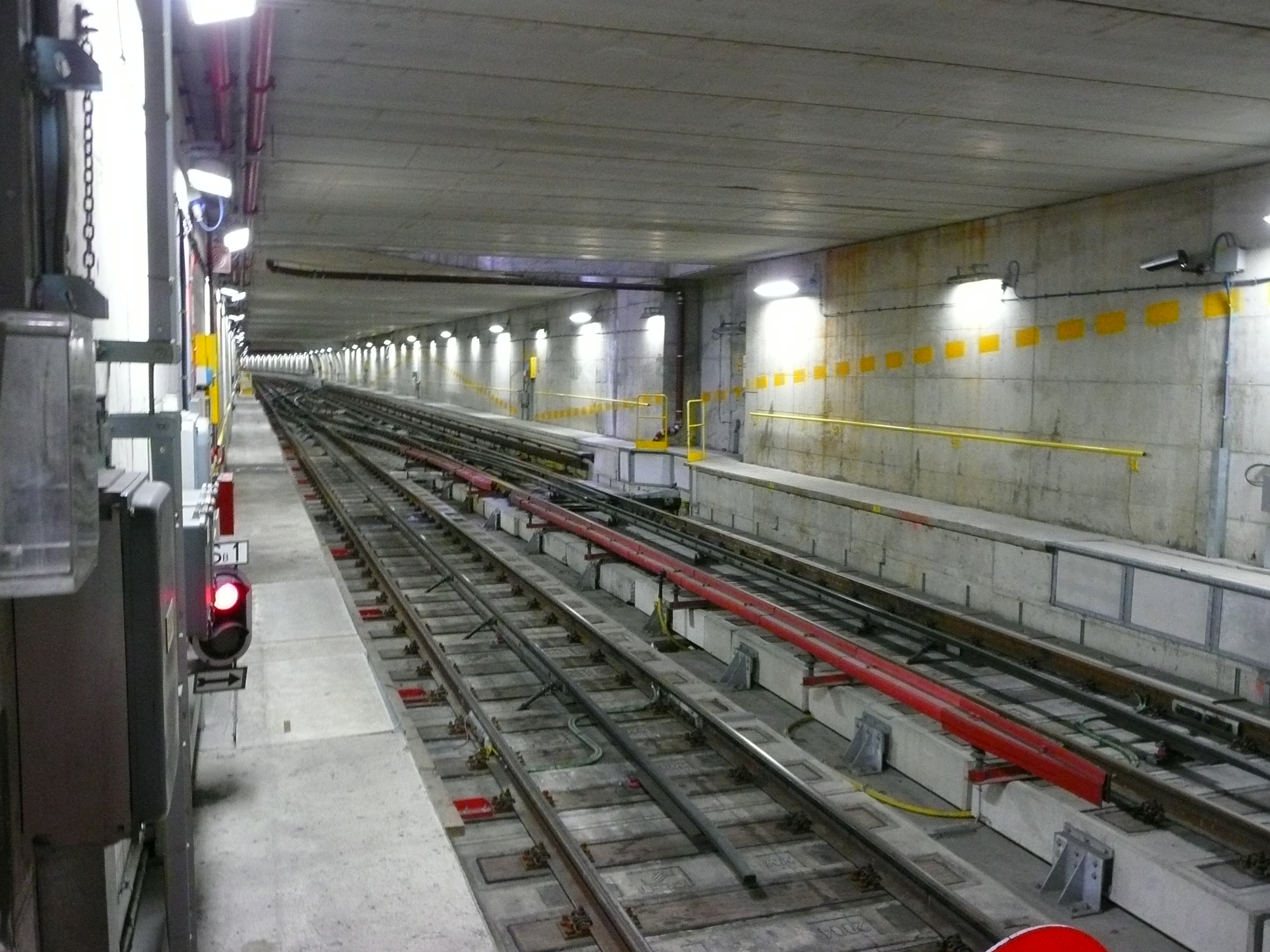
Vista di una galleria della linea, si nota il sistema di alimentazione a terza rotaia

La linea è interamente sotterranea; è composta in totale da 38 stazioni e si estende per 26,7 km. Lo scartamento è quello ordinario di 1 435 mm.
La trazione è elettrica in corrente continua alla tensione di 750 V tramite terza rotaia laterale; è presente anche una quarta rotaia centrale per la messa a terra ed il ritorno negativo della corrente. Nei raccordi con i depositi e nel doppio tunnel di raccordo da Pasteur (M1) a Caiazzo (M2) è presente la linea aerea, consentendo l'alimentazione tramite pantografo. La linea aerea è stata installata, poi rimossa, anche nella tratta Pasteur-Villa San Giovanni, allo scopo di consentire il transito dei treni delle linee 2 e 3 (sulle quali è usata l'alimentazione a pantografo) da e verso il deposito di Precotto. Questa possibilità è stata sfruttata solo nel periodo di preesercizio della nuova linea M2, per il quale vennero utilizzati convogli della M1 appositamente adattati per l'alimentazione a pantografo con 750 V di tensione (contrariamente alle convenzioni adottate inizialmente e poi rese definitive, che prevedevano sulla M1 alimentazione a terza e quarta rotaia con 750 V di tensione e sulla M2 alimentazione a pantografo con 1500 V di tensione).

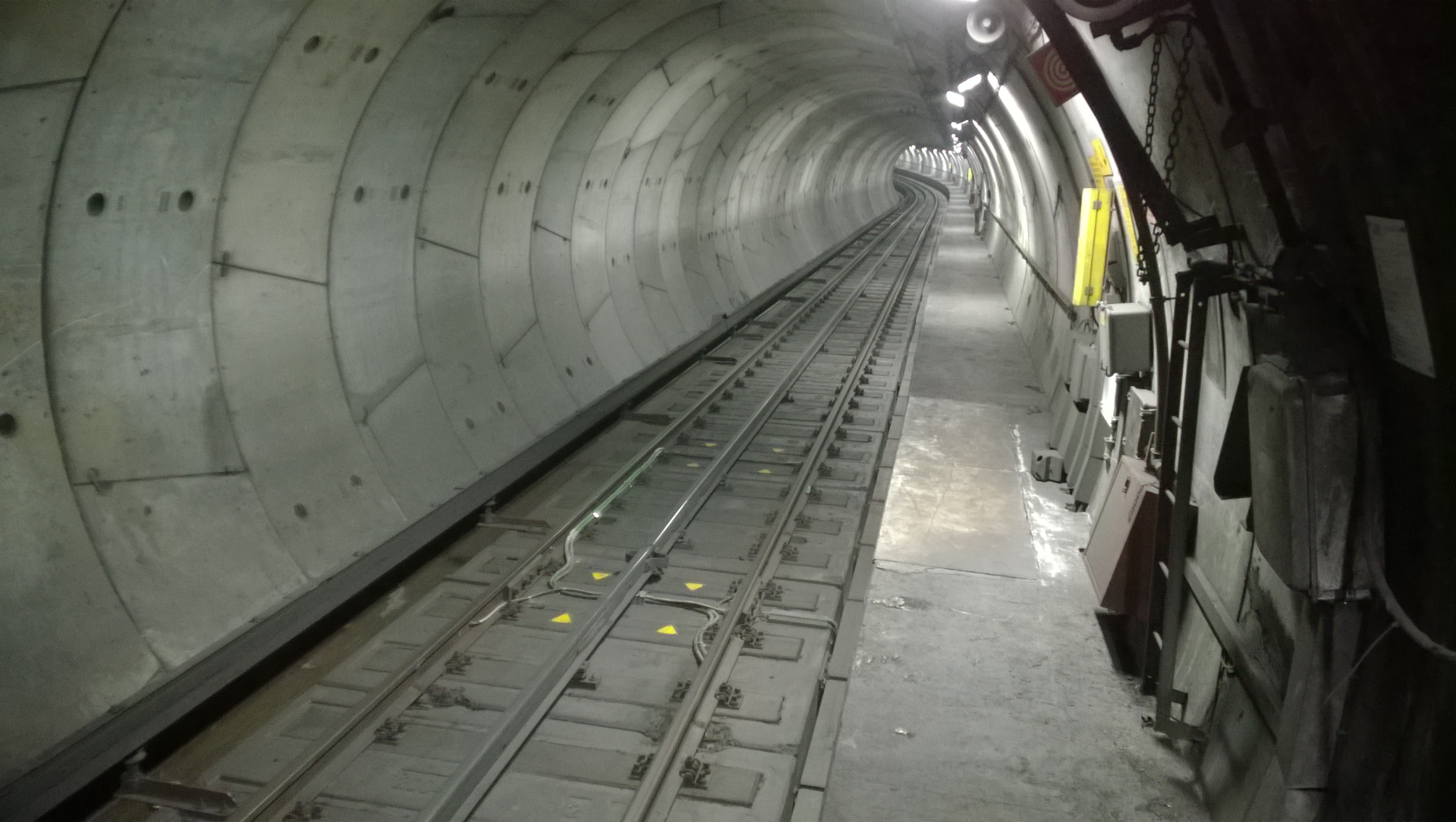
Galleria a binario singolo presso la stazione di Pero. Sono ben visibili la terza rotaia laterale per l’alimentazione elettrica e la quarta centrale per il ritorno negativo.

Tutte le stazioni della linea 1 sono dotate di due banchine laterali ai binari, ognuna delle quali serve una specifica direzione, salvo casi di limitazione di percorso; entrambi i binari sono collocati in un'unica galleria, con l'esclusione del tratto da Molino Dorino a Rho Fieramilano, dove i treni viaggiano in due gallerie separate (non utilizzando la banchina ad isola, ma due banchine a sé stanti con apertura porte a destra nella stazione di Pero), del tratto da Villa San Giovanni a Sesto Marelli in direzione Sesto 1º Maggio FS, dove i treni viaggiano in una galleria di livello inferiore che sottopassa due binari che raccordano la linea con il deposito di Precotto, attraverso un binario centrale per l'immissione in servizio dei convogli, e del tratto compreso tra Pagano e Wagner, dove i treni viaggiano in una galleria di livello inferiore che sottopassa i binari della diramazione Rho-Fiera.
Nel tratto più vecchio (da Sesto Marelli fino a Lotto e Gambara) le traversine poggiano su una massicciata di pietrisco, salvo alcuni tratti in cui è stata rimossa; nelle altre tratte le traversine appoggiano direttamente sulla base in calcestruzzo della galleria.
La circolazione dei treni avviene sul binario di destra, come in tutta la rete metropolitana di Milano. In caso di necessità per guasti o altro, i treni possono effettuare inversione di marcia, oltre che ai capolinea, nelle seguenti stazioni:
- Inganni
- Gambara
- Molino Dorino
- San Leonardo
- QT8
- Lotto
- Pagano
- Cadorna FN (solo in direzione Sesto FS)
- Cairoli
- San Babila (solo in direzione Sesto FS)
- Palestro (solo in direzione Rho-Fiera e Bisceglie)
- Pasteur
- Rovereto
- Turro (solo in direzione Sesto FS)
- Gorla (solo in direzione Rho-Fiera e Bisceglie)
- Villa San Giovanni
- Sesto Marelli

Nel tratto compreso fra Lampugnano e Molino Dorino il tunnel corre ad una profondità minima, in quanto il mezzanino delle stazioni si trova in superficie. La stazione di Pero, aperta nel 2005, è invece la più profonda della linea (oltre 15 metri).

## Design e architettura delle stazioni
Il progetto stilistico per la linea 1 della metropolitana di Milano iniziò nel 1961, quando gli architetti Franco Albini e Franca Helg e il grafico Bob Noorda furono incaricati di lavorare agli arredi e alla segnaletica che la metropolitana avrebbe dovuto utilizzare. Il progetto vinse nel 1964 il Compasso d’Oro. 

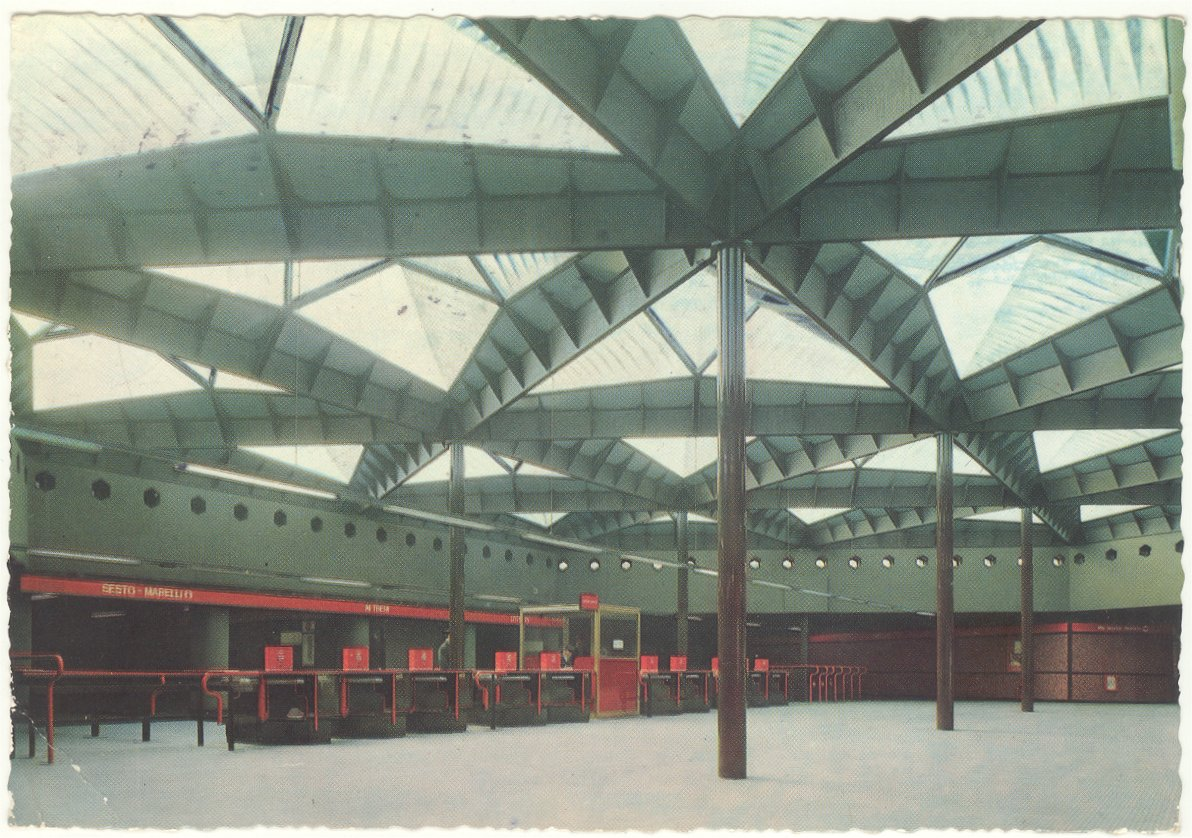
Una foto del mezzanino della stazione di Amendola nel 1965

### Il progetto di Franco Albini e Franca Helg
Per la progettazione degli arredi della linea metropolitana furono incaricati nel 1961 da parte dell'allora sindaco di Milano Gino Cassinis gli architetti Franco Albini e Franca Helg. Al progetto collaborò anche l'architetto Antonio Piva.
Albini e Helg concepirono le stazioni come spazi essenziali e funzionali, con un design che privilegia la semplicità e il facile orientamento del passeggero. Gli elementi distintivi includono i materiali e la modularità. In primis, a livello di materiali, le stazione sono state rifinite tramite l'uso di cemento a vista, linoleum, acciaio e pannelli prefabbricati per garantire durabilità e semplicità costruttiva. Pe quanto riguarda la modularità, sono state impiegate strutture ripetute negli spazi, come per esempio i corrimani metallici curvati, le lastre di rivestimento colorate di materiale plastico o le sedute in marmo, creando un'identità visiva uniforme tra le stazioni, facilitando la riconoscibilità stilistica dell'opera ma anche la sua manutenzione.
(Dalla relazione di progetto di F. Albini, F. Helg e A. Piva)

### Colori e segnaletica (grafica di Bob Noorda)
Mentre Franco Albini e Franca Helg si occuparono degli arredi della linea metropolitana, il grafico olandese naturalizzato italiano Bob Noorda si occupò invece di tutti gli aspetti di carattere grafico, segnaletica e tonalità cromatiche incluse.

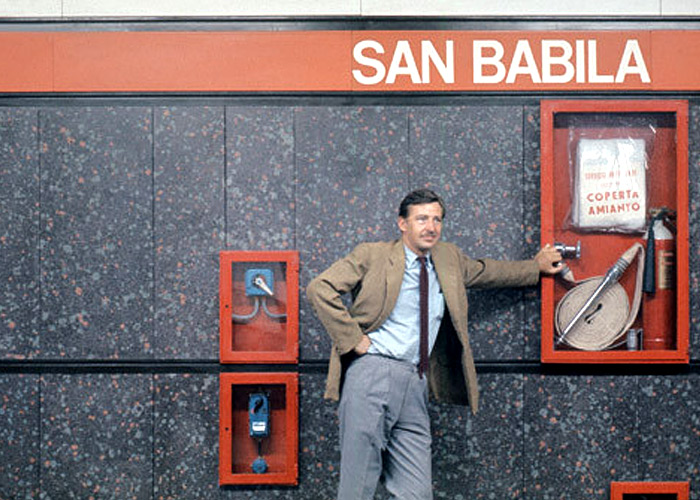
Bob Noorda alla fermata di San Babila
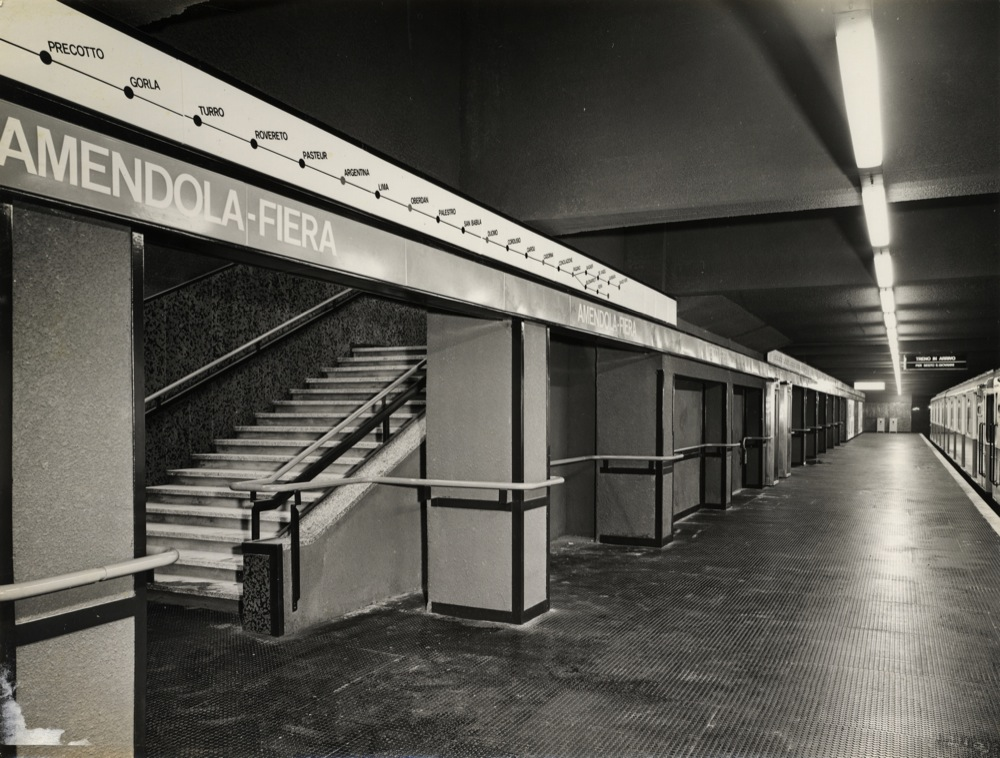
Fermata di Amendola con ben visibile il caratteristico corrimano rosso e la banda colorata portante il nome della fermata
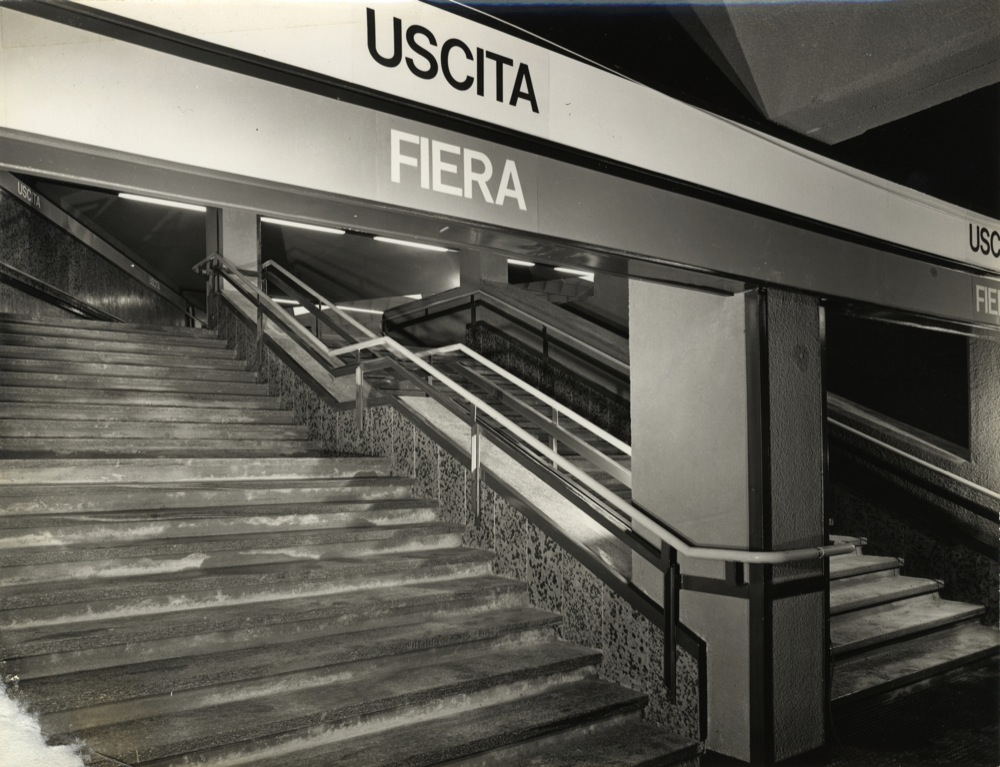
Fermata di Amendola-Fiera con la caratteristica banda rossa e bianca
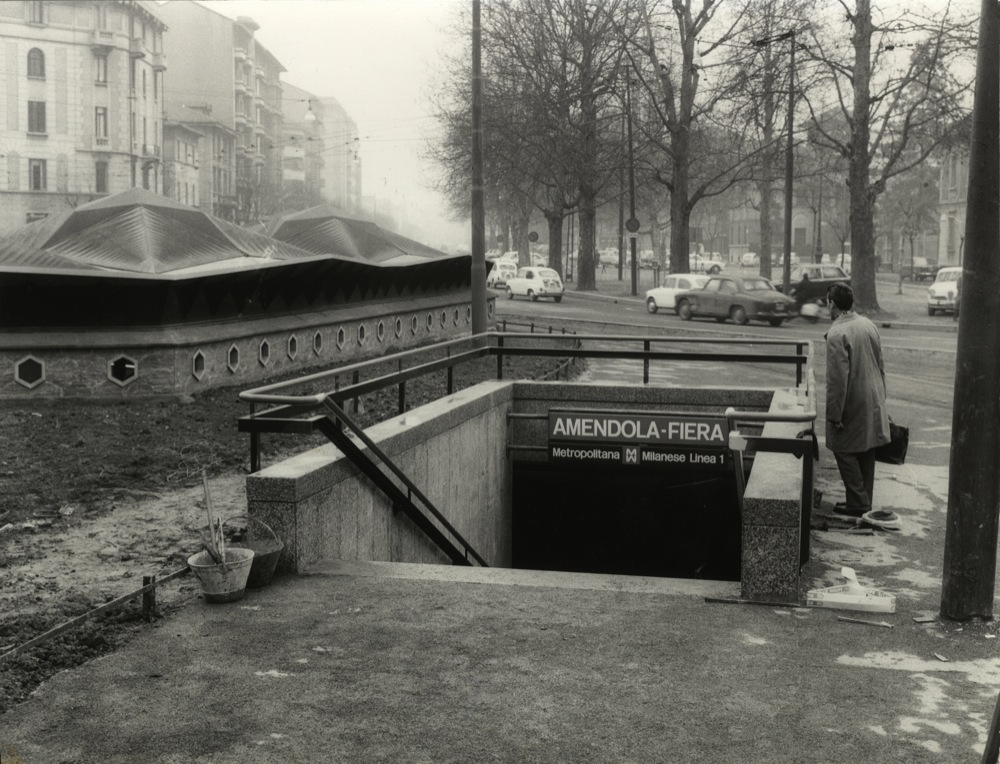
Ingresso esterno della fermata di Amendola-Fiera
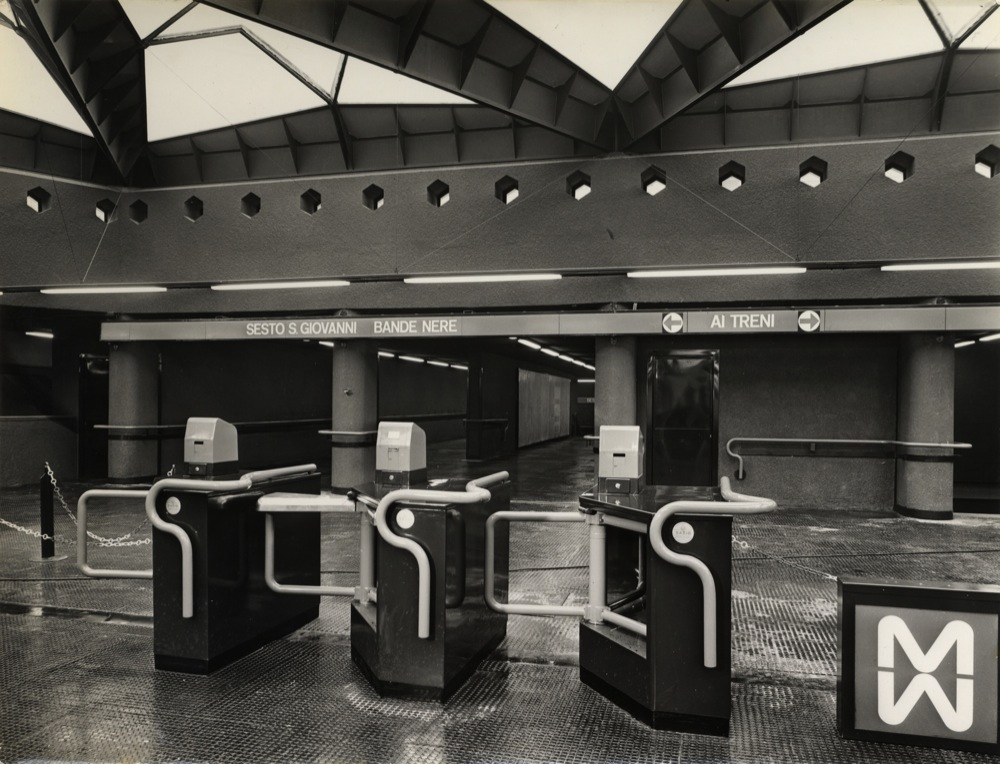
Mezzanino della fermata di Amendola-Fiera. A destra è visibile il primo logo realizzato per identificare la metropolitana milanese

## Materiale rotabile
I treni in servizio sulla M1 appartengono a diverse tipologie: i primi lotti (in servizio dal 1964), i Meneghino (introdotti nel 2009) e i Leonardo (introdotti nel 2015)
Gli elettrotreni dei primi lotti, messi in servizio dal 1964, si dividono in due serie. Vi sono quelli d'origine, che presentano sei carrozze a singola cassa (due convogli bloccati da tre carrozze accoppiati) e una livrea bianca con ampie fasce rosse, e quelli ristrutturati (in gergo revampizzati) che presentano una o più caratteristiche tra quelle riportate di seguito: 
- un nuovo impianto frenante, a recupero di energia (riconoscibile dal peculiare rumore in accelerazione e decelerazione).
- applicazione degli intercomunicanti tra le tre carrozze di ogni convoglio bloccato, che ha ridotto a due gli ambienti del treno.
- nuove porte, con cristalli più grandi, non più ad angoli smussati e "ad espulsione" (sui treni originari sono perlopiù a scomparsa nella cassa).
- nuovo arredamento degli interni.
- telecamere di videosorveglianza.
- in molti casi, i revampizzati presentano una nuova livrea, grigia con fasce rosse più scure e con dei numeri 1 impressi lungo tutte le fiancate.

All'entrata in servizio delle prime carrozze, esse erano arredate a semi-scompartimenti con 4 coppie di sedili disposte in vis-à-vis, separate dal corridoio centrale da lastre di cristallo. Questa soluzione fu presto soppiantata da quella a 4 sedili affiancati sotto i finestrini, senza divisori all'interno delle carrozze, che consentiva maggiore agio di movimento dei passeggeri e più spazio a disposizione per i viaggiatori in piedi.
I primi treni ristrutturati si riconoscono dalle velette indicanti la destinazione, ancora di vecchia concezione (nera con scritta bianca - a paletta variabile), mentre i più recenti dispongono di display luminosi a LED gialli. I complessi revampizzati nel 2009 hanno la particolarità di avere anche i fanali a LED (in sostituzione delle lampade a incandescenza).
A partire dal 19 marzo 2009 ad integrazione del parco mezzi sono entrati progressivamente in servizio i convogli "Meneghino", costruiti a Caserta e Reggio Calabria dalla AnsaldoBreda. Essi sono treni di nuova concezione, a composizione bloccata, aventi 6 casse tutte comunicanti. Evoluzione dei Meneghino sono i convogli modello Leonardo, entrati in servizio a fine 2014.
Nel 2015 entrano in circolazione i Leonardo e sostituirono i convogli in allestimento originale che vennero accantonati e demoliti.
Fra il 1969 e il 1972 alcuni treni della linea 1 furono utilizzati anche sulla linea 2 (previa modifica dei pantografi e dell'equipaggiamento elettrico), a causa del ritardo nella consegna dei treni di tale linea.
I convogli di più recente costruzione sono dotati di finestrature inamovibili (con la sola parte superiore del cristallo apribile a compasso) e impianto di aria condizionata, con un settore centrale di aspirazione e trattamento e due settori laterali di distribuzione mediante feritoie o griglie micro-forate.
Anche molti convogli di vecchia costruzione sono stati dotati di impianto di condizionamento, che ha comportato la soppressione di due gruppi di 4 posti a sedere ciascuno alle estremità della carrozza per la installazione del gruppo compressori, con scambiatori a getto longitudinale sulla volta delle piattaforme di accesso.
Il diffuso impiego del condizionamento ha naturalmente comportato un sensibile apporto di calore esogeno dai treni in transito verso le banchine e le gallerie, che si somma a quello già notevole prodotto dalla trazione.
I treni messi in esercizio fino al 2010 circa erano costituiti da unità prive di intercomunicante; la ristrutturazione successiva ha comportato la costruzione di lunghi ambienti unici. Le unità "Meneghino" e "Leonardo" hanno dall'origine un unico corridoio ininterrotto su 6 unità.
Il 17 novembre 2024 è stato consegnato il primo di 46 treni totali di cui 25 destinati alla linea 1 prodotti da Hitachi Rail nell'impianto di Reggio Calabria che andranno a sostituire completamente le motrici di tipo tradizionale revampizzate. L'entrata in servizio è prevista per l'estate 2025.

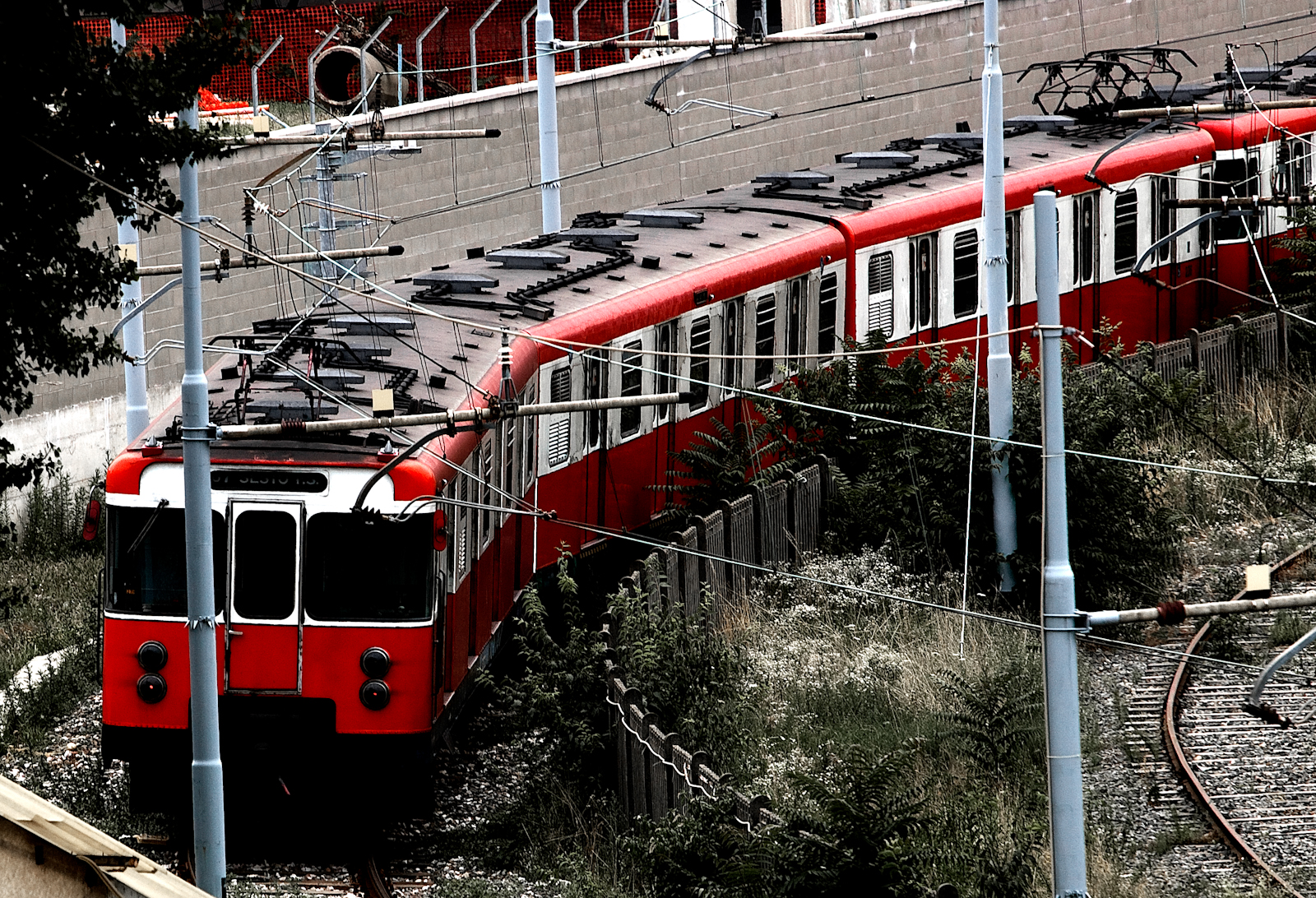
Convoglio tradizionale (1º-3º lotto).
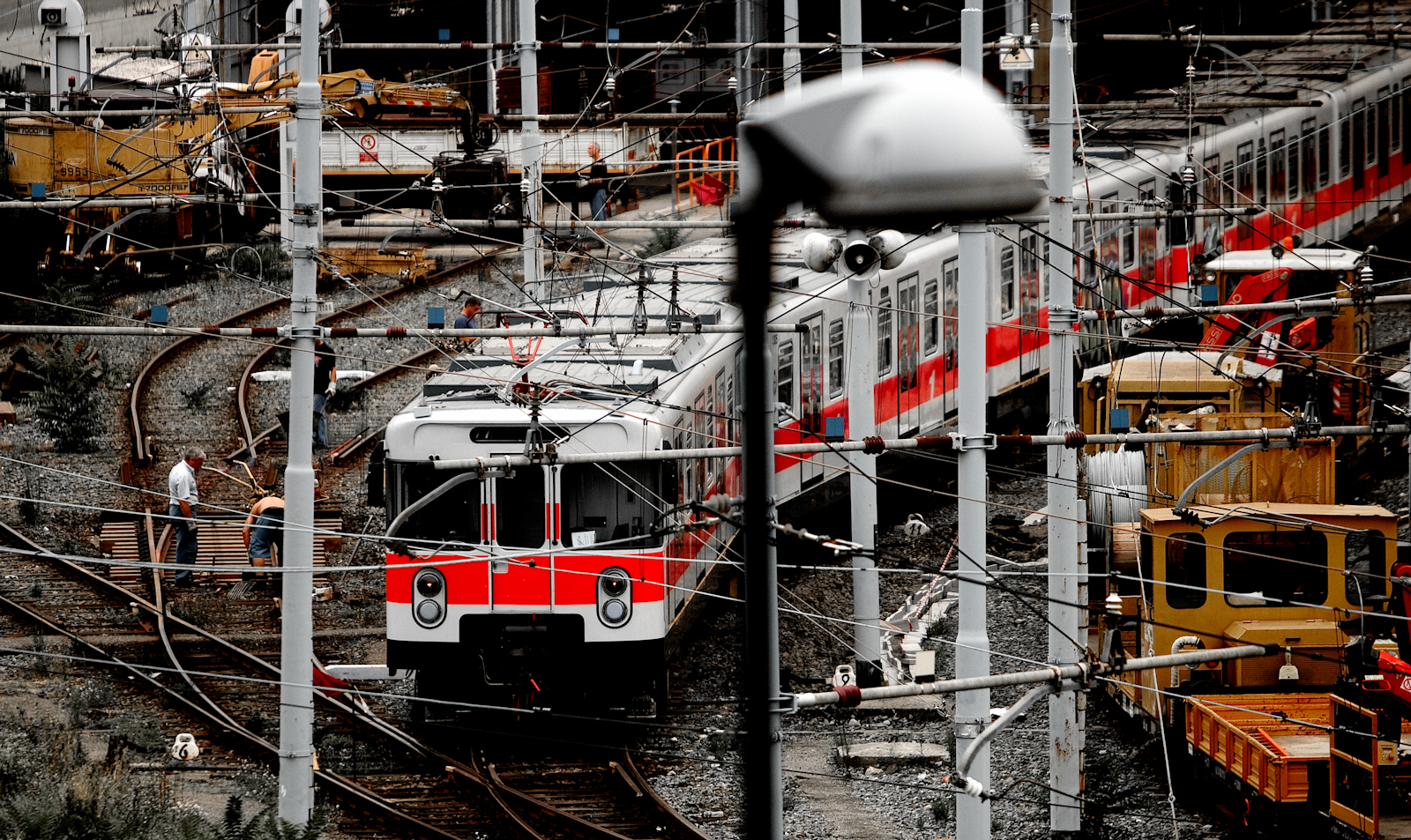
Convoglio revampizzato (7º-9º lotto).
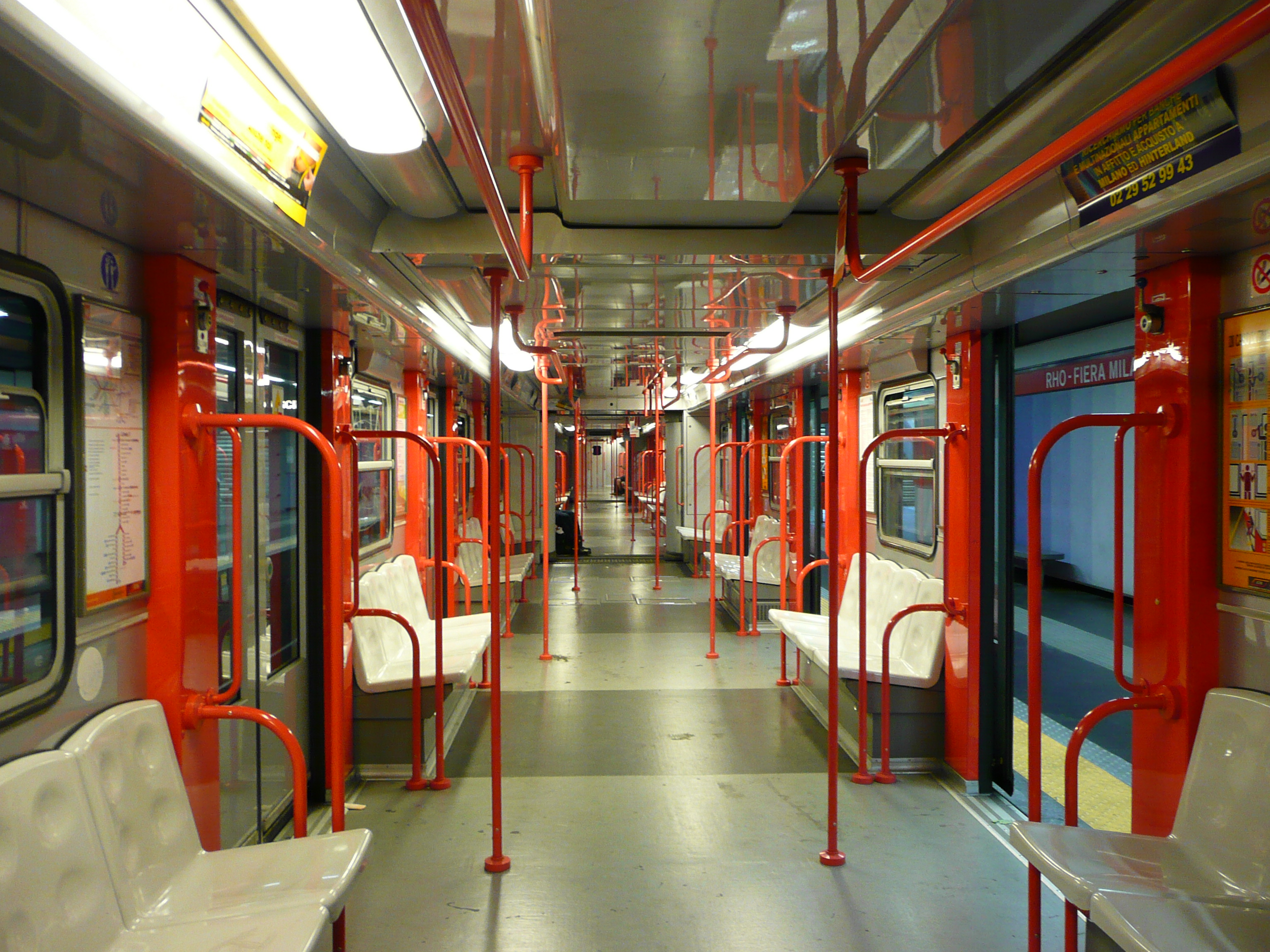
Interno di un convoglio revampizzato.
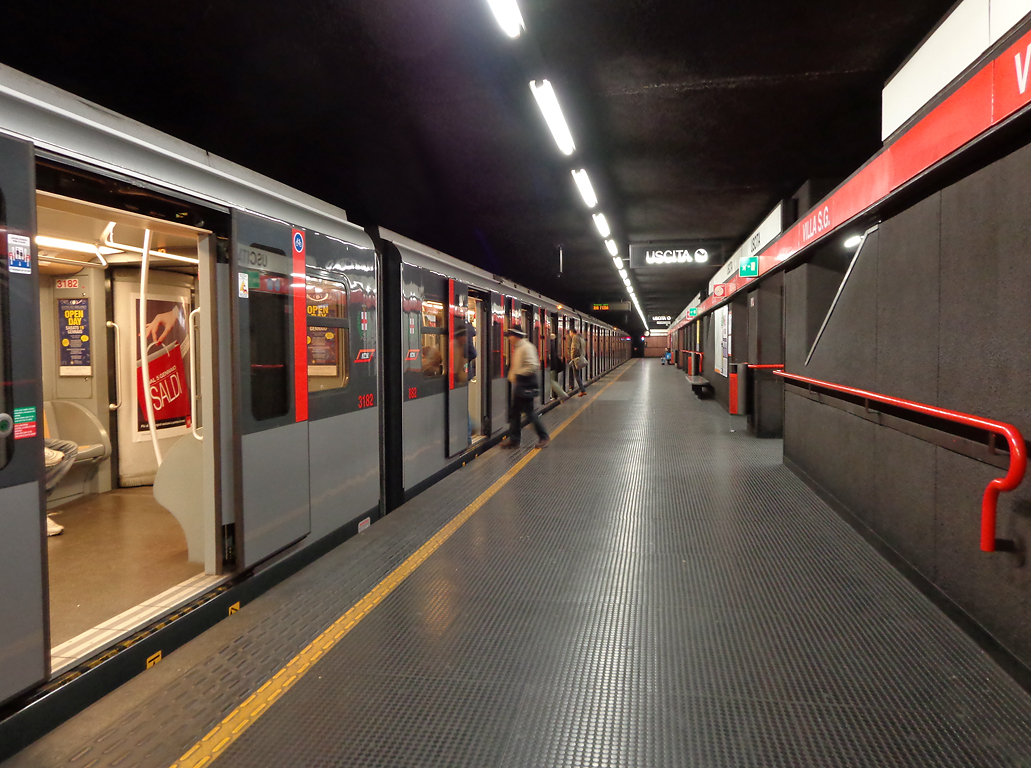
Convoglio Meneghino in sosta.
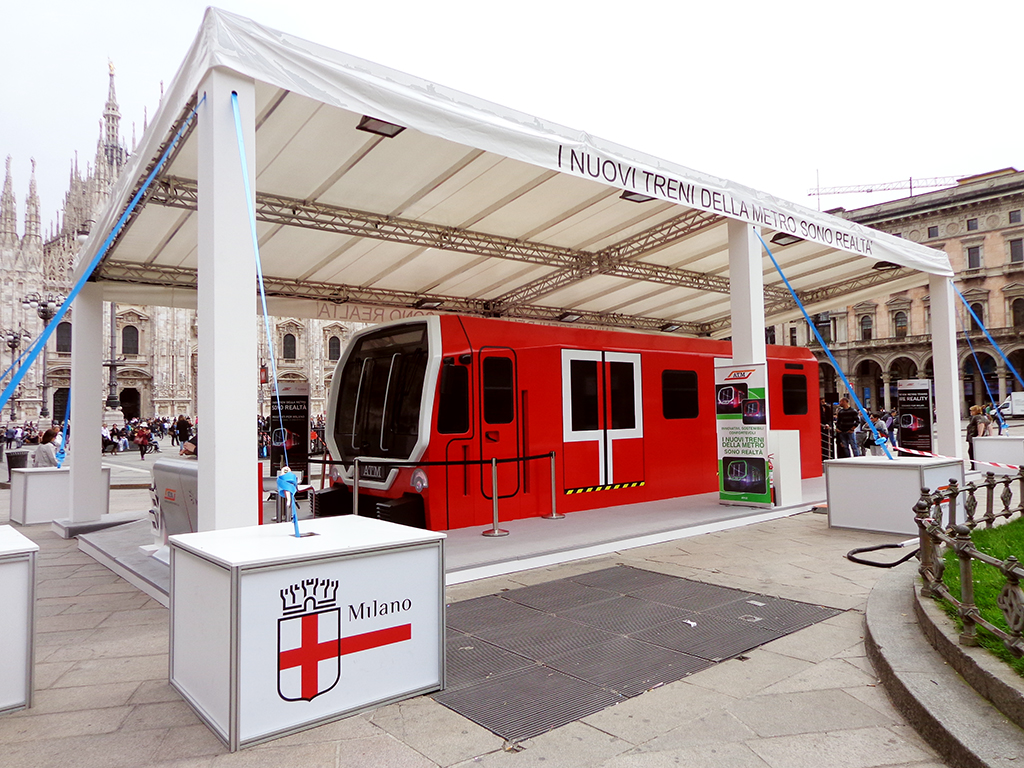
Simulacro di un Leonardo esposto in piazza del Duomo

| Serie                        | Capacità        | Lunghezza | Sistemi di sicurezza                 | Inizio servizio | Stato                                          |
| ---------------------------- | --------------- | --------- | ------------------------------------ | --------------- | ---------------------------------------------- |
| Tradizionali (1º - 3º lotto) | 1258 passeggeri | 105,24m   | (ATP fino al 2009) CBTC/ATO dal 2009 | 1964 - 1969     | Ritirati nel 2015                              |
| Tradizionali (4º - 6º lotto) | 1308 passeggeri | 105,24m   | (ATP fino al 2009) CBTC/ATO dal 2009 | 1973 - 1981     | In servizio, tutte vetture revampizzate        |
| Tradizionali (7º - 9º lotto) | 1308 passeggeri | 105,24m   | (ATP fino al 2009) CBTC/ATO dal 2009 | 1986 - 1989     | In servizio, tutte vetture revampizzate        |
| Meneghino                    | 1256 passeggeri | 105,5m    | CBTC/ATO                             | 2009 - 2011     | In servizio                                    |
| Leonardo                     | 1232 passeggeri | 106,94m   | CBTC/ATO                             | 2014 - 2020     | In servizio                                    |
| Galileo                      | 1200 passeggeri |           |                                      | -               | Entrata in servizio prevista per l'estate 2025 |

## Depositi
La M1 è dotata di 2 depositi: Precotto, in funzione dal 1964, e Gallaratese in funzione dal 1986, nei pressi della stazione di Molino Dorino. Per ragioni di sicurezza, nei depositi non è presente la terza rotaia e i treni captano l'energia elettrica dalla linea aerea. Nel deposito Precotto vengono eseguite operazioni di manutenzione e riparazione. È presente il tornio in fossa per la profilatura delle ruote dei treni, sollevatori per il rialzo delle casse, e il reparto dove viene svolta la cosiddetta revisione generale, ovvero a scadenza ciclica i treni vengono smontati, sostituiti o revisionati gli apparati, riverniciati e reimmessi in servizio come nuovi. Nel deposito Gallaratese vengono eseguite operazioni di manutenzione programmata in base ai chilometraggi percorsi dalle varie vetture e riparazioni di assistenza.